# Tupai

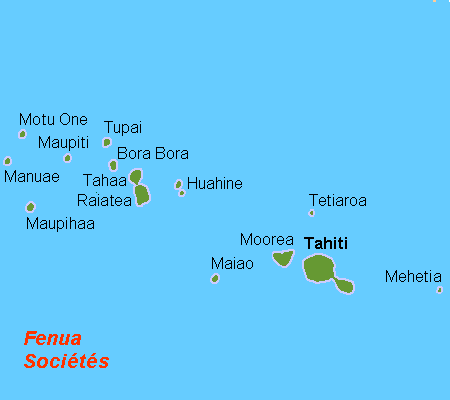
Översiktskarta

Tupai (franska île Tupai, tidigare Motu Iti) är en ö i Franska Polynesien i Stilla havet.

## Geografi
Tupai ligger i ögruppen Sällskapsöarna och ligger ca 260 km nordväst om Tahiti.
Atollen har en area om ca 11 km² och är obebodd, förvaltningsmässigt tillhör atollen Bora Bora.
Högsta höjden är endast någon m ö.h. och ön ligger runt den ca 9 km långa och ca 3 km breda lagunen.

## Historia
Tupai har troligen alltid varit obebodd. Ön upptäcktes av brittiske James Cook 1769.
1903 införlivades ön tillsammans med övriga öar inom Franska Polynesien i det nyskapade Établissements Français de l'Océanie (Franska Oceanien).